# Inskoï
Inskoï (Инской) est une commune urbaine de Russie située dans le district urbain de Belovo de l'oblast de Kemerovo. Elle se trouve sur la rive gauche de la rivière Inia à 8 km à l'est de la ville de Belovo, dont elle est une banlieue. Elle s'étend sur 1 761 hectares. 

## Histoire

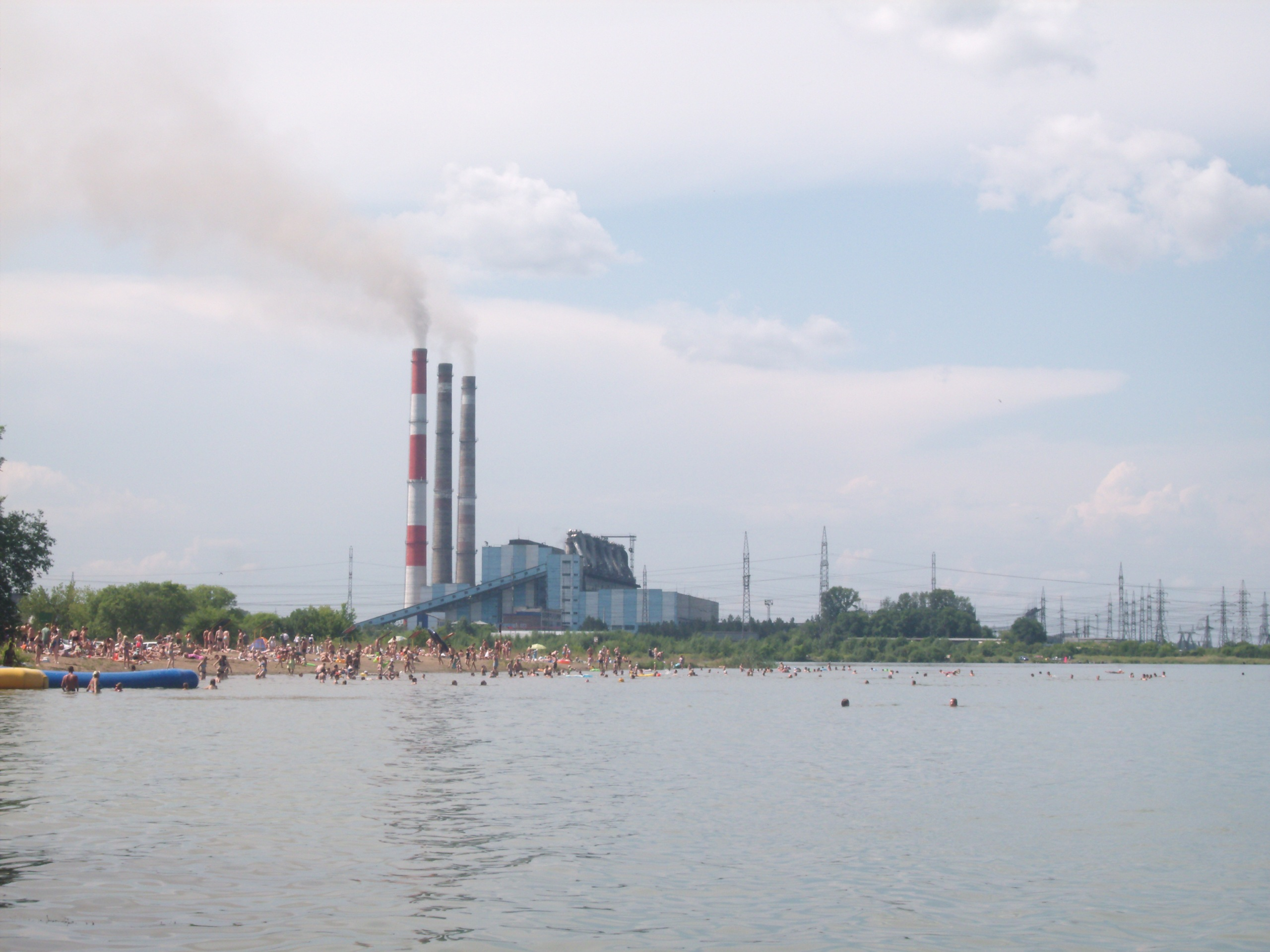
La centrale électrique de Belovo et le réservoir de Belovo.

Le 12 janvier 1954, une décision est rendue sous le numéro PR-15 du chef du Glavvostokenergo du ministère des Centrales électriques et de l'Industrie électrique à propos de la sélection d'un site pour la construction d'un nouvelle centrale électrique du Kouzbass. Parallèlement à la construction de cette station au printemps 1956, l'on construit un village pour le premier groupe de travailleurs au nombre de trois cents personnes, puis du deuxième groupe au nombre de cinq cents.
La première session du conseil (soviet) du village d'Inskoï a lieu le 28 août 1963. Soixante-dix députés sont élus au conseil : cadres dirigeant de la production, représentants d'organisations publiques, intellectuels. Cette date est choisie comme celle de la fondation de la commune.

## Population
Recensements (*) ou estimations de la population
| 1970   | 1979   | 1989*  | 2002*  |
| ------ | ------ | ------ | ------ |
| 10 983 | 12 668 | 13 753 | 13 665 |

| 2010*  | 2012   | 2013   | 2016   |
| ------ | ------ | ------ | ------ |
| 12 590 | 12 419 | 12 353 | 12 156 |

| 2019   | 2020   | 2021   | - |
| ------ | ------ | ------ | - |
| 11 988 | 12 038 | 12 499 | - |

## Entreprises
- ООО « Poissonnerie de Belovo », ОАО « Agrokomplex », centrale électrique de Belovo.

## Infrastructures
La commune dispose de deux établissements d'enseignement (école n° 12 et école n° 16), d'un établissement d'enseignement supérieur technique, d'une école de musique, d'une maison de l'enfance, d'un petit hôpital municipal, d'un centre de santé, d'une clinique d'arrondissement, d'une caserne de pompiers.
Inskoï est desservie par la voie rapide Kemerovo-Novokouznets (32K-445), avec 3 sorties (dont deux seulement dans un sens), qui passe dans l'ouest de la commune urbaine.

## Galerie

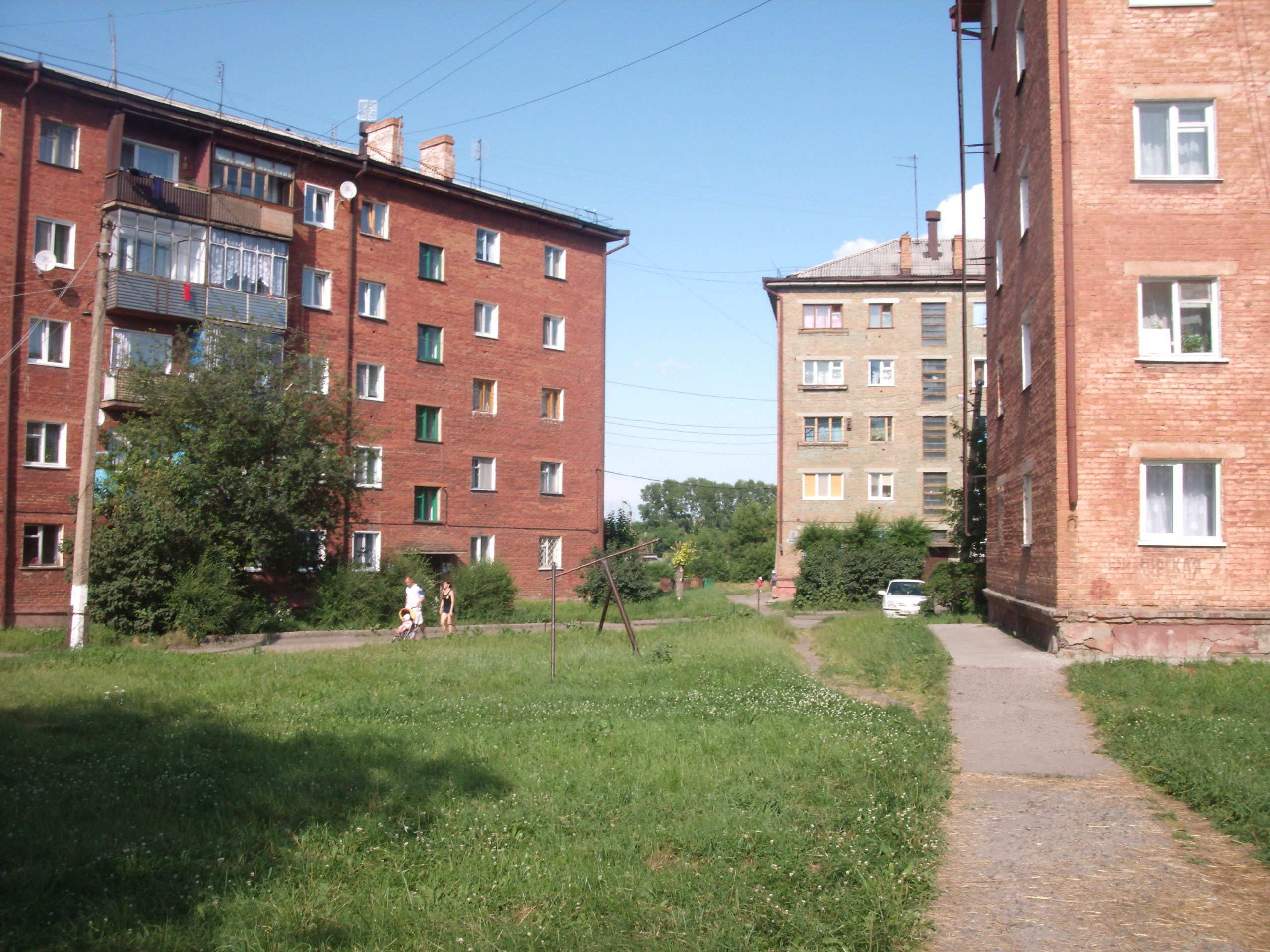
Immeubles d'habitation
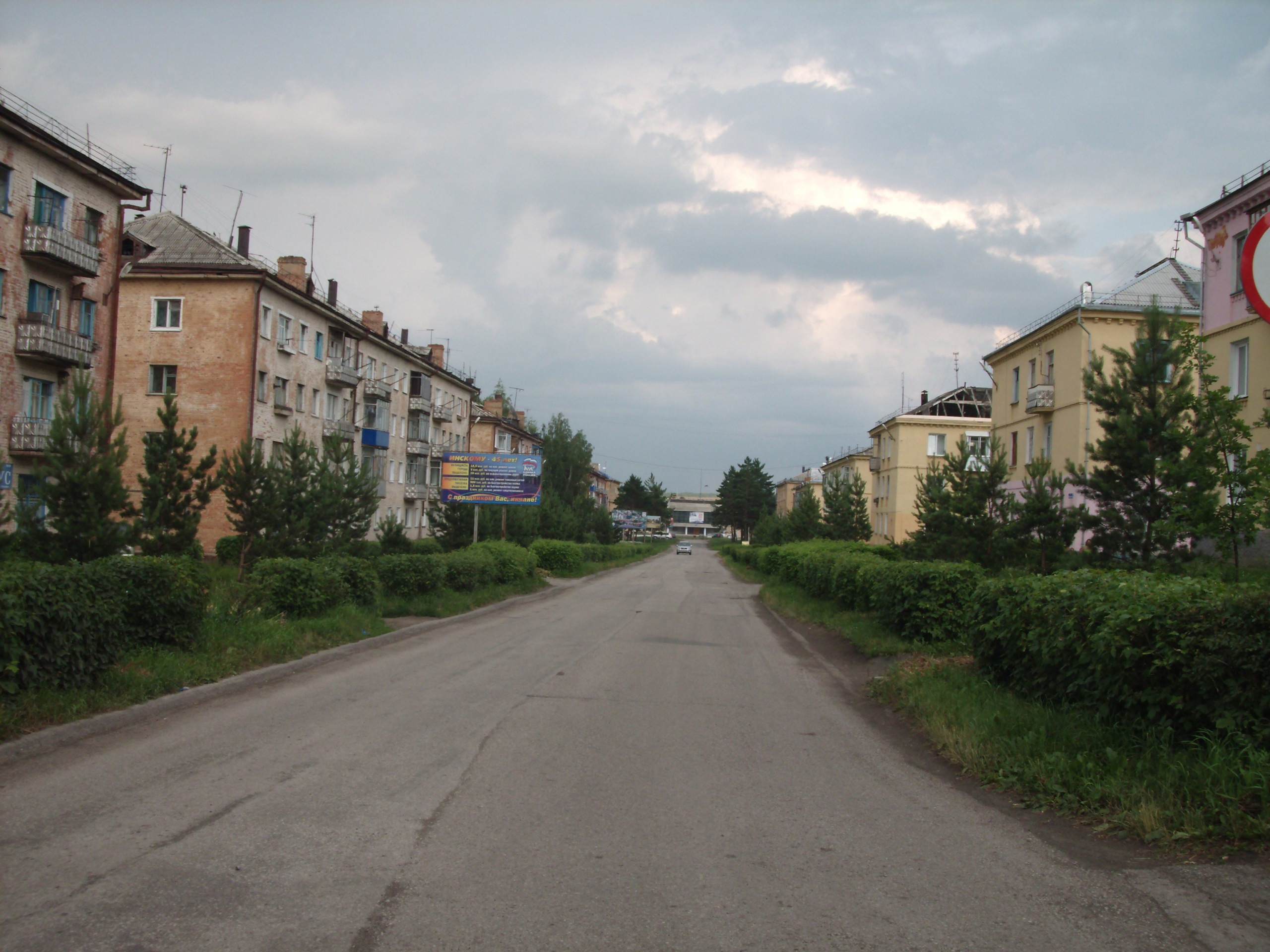
Rue principale
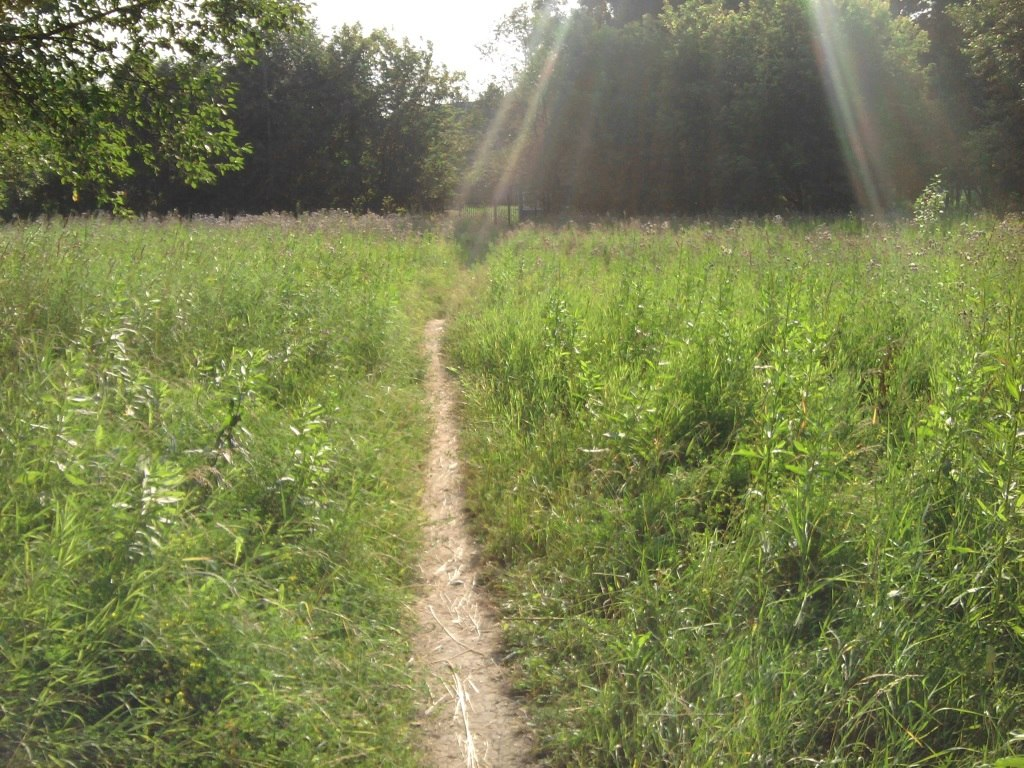
Sentier dans un champ